# びっくりショー
『びっくりショー』は、1966年8月4日から同年11月10日までフジテレビ系列局で放送されていたフジテレビ製作のバラエティ番組である。ロート製薬の一社提供。放送時間は毎週木曜 19:30 - 20:00 （日本標準時）。

## 概要
一般からの参加者たちが簡単には真似できない芸を披露していた視聴者参加型番組。司会を務めていたのはてんぷくトリオの三波伸介、戸塚睦夫、伊東四朗で、三波は本番組でも超人技が出るたびに自身の当たりギャグ「びっくりしたなあ、もう」を口にしていた。
| フジテレビ系列 木曜19:30枠 【ロート製薬一社提供枠】 | フジテレビ系列 木曜19:30枠 【ロート製薬一社提供枠】 | フジテレビ系列 木曜19:30枠 【ロート製薬一社提供枠】 |
| 前番組                                              | 番組名                                              | 次番組                                              |
| --------------------------------------------------- | --------------------------------------------------- | --------------------------------------------------- |
| 笑えば天国 （1963年10月3日 - 1966年7月28日）        | びっくりショー （1966年8月4日 - 1966年11月10日）    | なんでも110番 （1966年11月17日 - 1967年6月29日）    |